# 北馬其頓國旗
北马其顿国旗，启用于1995年10月5日。在1991年11月20日从南斯拉夫联邦獨立，至1995年10月5日期间，使用红底，上面有一颗十六芒星的旧国旗。现在用的是一个金色的太阳，在红底上发出八道金光的国旗。原因是希腊共和国境内的馬其頓大区的旗帜跟马其顿共和国旧国旗圖案相同（背景颜色不同）。
現在的國旗呈現了旭日初升，光芒照耀四方的形象，是北馬其頓共和國國歌《今天在馬其頓之上》 (Денес Над Македонија)中的「自由的新太陽」：
今日在馬其頓，誕生了

自由的新太陽！

馬其頓人要為自己的權利鬥爭！

1991年至1995年以渥吉納太陽為圖案，但引起了希臘的抗議。由於真正的馬其頓人並非斯拉夫人且已消失，作為真正的馬其頓人的亞歷山大大帝只是希臘的歷史，而希臘因此堅稱馬其頓為其一部分並堅決否認馬其頓共和國主權（参见马其顿名称争议），加上希臘封鎖馬其頓國界並以聯合國、歐盟等國際組織會籍向馬其頓要挟，馬其頓共和國當局被迫讓步並更改國旗。
2019年2月12日，國號正式改為“北馬其頓共和國”，国旗图案不变。。

## 設計
| 顏色標準     | 紅        | 黃         |
| ------------ | --------- | ---------- |
| Pantone      | 1795C     | 107C       |
| 網頁顏色標準 | #D82126   | #F8E92E    |
| RGB          | 216-33-38 | 248-233-46 |

## 附圖

國旗和地圖重合後的效果
引起爭議的舊國旗
馬其頓大區的旗幟，與馬其頓共和國国前国旗相似，引起糾紛
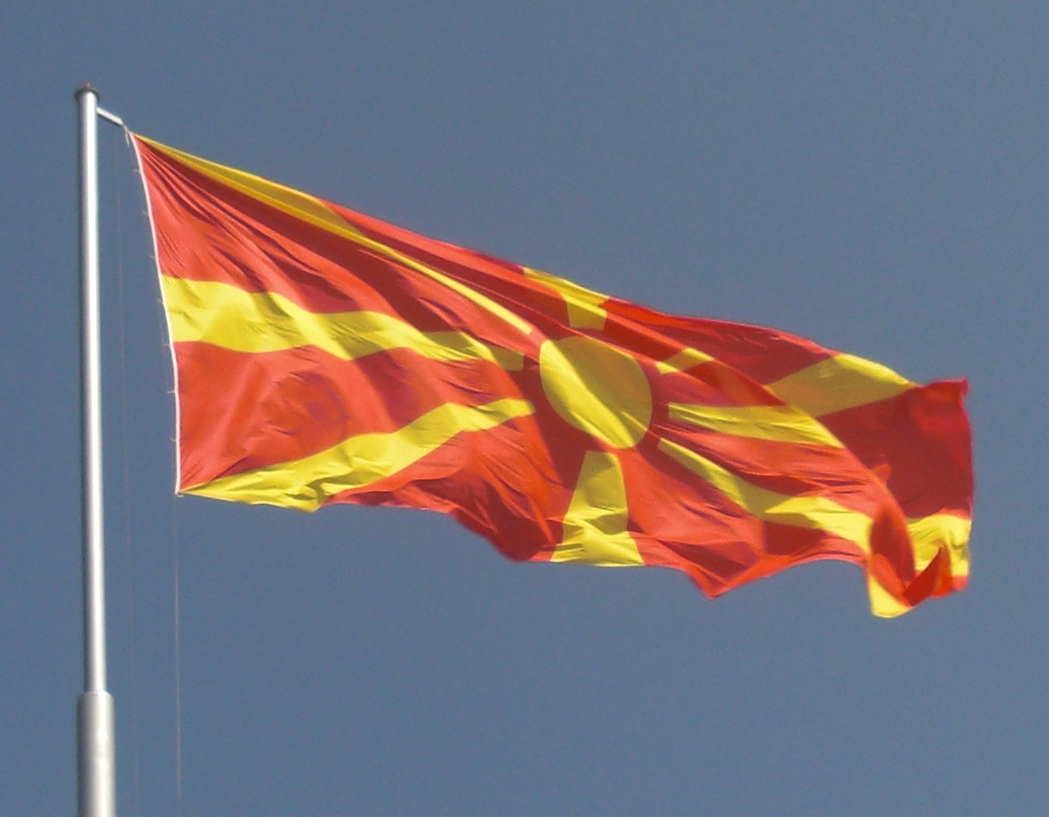
飄揚的北馬其頓共和國的國旗
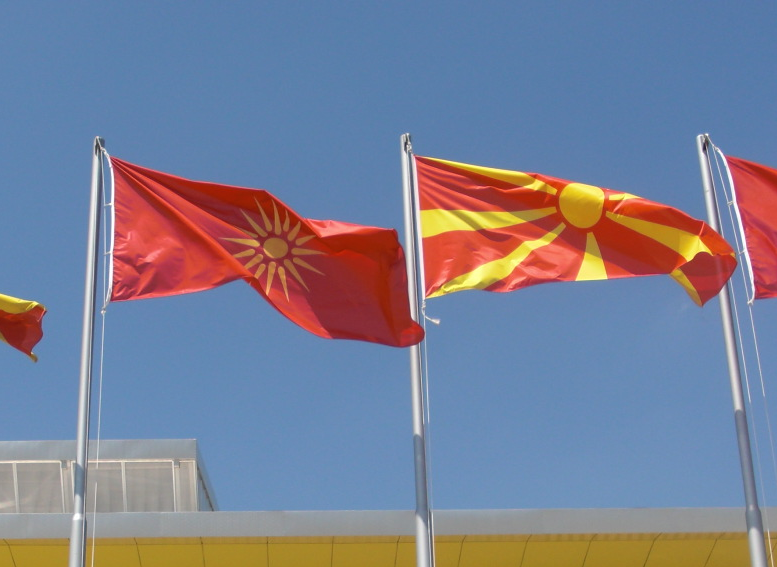
同时悬挂的新旧国旗

## 歷次設計方案
北馬其頓現行國旗在启用前有如下設計方案：

1995年設計方案1[2]
1995年設計方案2
1995年設計方案3
1995年設計方案4
1995年設計方案5
1995年設計方案6
1995年設計方案7
1995年設計方案8
1995年設計方案9
1995年設計方案10

## 歷代國旗
| 国旗 | 日期      | 使用                                                            | 备注                                                        |
| ---- | --------- | --------------------------------------------------------------- | ----------------------------------------------------------- |
|      | 1941-1945 | 南斯拉夫人民解放军和游击队旗帜                                  | 三个相同的水平线条 顶部蓝色，中间白色，底部红色，中间为红星 |
|      | 1944-1946 | 马其顿人民共和国                                                | 旗子中间有一面红旗 上面有一个所谓的“大”的金边红星           |
|      | 1947-1991 | 南斯拉夫社会主义联邦共和国国旗                                  | 三个相同的水平线条 顶部蓝色，中间白色，底部红色，中间为红星 |
|      | 1946-1991 | 马其顿人民共和国（1946-1963） 马其顿社会主义共和国（1963-1991） | 一面红旗，在旗帜内有一颗金边红星                            |
|      | 1992-1995 | 马其顿共和国                                                    | 中间是黄色维吉纳太阳的红旗                                  |
|      | 1995-     | 马其顿共和国（1995-2019） 北马其顿共和国（2019-）               | 中间是金色的维吉纳太阳并且发出八道金光的红旗                |